# Tim Hronek
Tim Hronek (* 1. Juni 1995 in Traunstein) ist ein deutscher Freestyle-Skier. Er ist auf die Disziplin Skicross spezialisiert.

## Biografie
Tim Hronek fing schon früh mit dem Skifahren an und wurde von seinem Vater im örtlichen Skiverein trainiert. 2012 nahm Hronek an einer Sichtung für Skicross teil und hielt dem Sport die Treue. Ab der 8. Klasse besuchte in Berchtesgaden die Christophorus-Schule, nach seinem Schulabschluss trat er der Sportfördergruppe Bischofswiesen bei und wurde Sportsoldat. Bei den Junioren-Weltmeisterschaften 2015 in Valmalenco konnte er die Silbermedaille gewinnen. In der Saison 2016/17 schaffte Hronek bei den Weltcuprennen in Innichen und Sunny Valley es zwei Mal auf den zweiten Rang zu fahren.
Bei den Olympischen Winterspielen 2018 in Pyeongchang nahm Hronek teil und belegte den 23. Rang. In der Weltcup-Saison 2022/23 erreichte er mit seinem 12. Gesamtrang sein bisher bestes Ergebnis.
Tim Hronek ist der jüngere Bruder der Skirennläuferin Veronique Hronek.

## Erfolge

### Weltmeisterschaften
- 2019 Park City 26. Skicross
- 2023 Bakuriani 20. Skicross

### Olympische Spiele
- 2018 Pyeongchang 23. Skicross

## Weltcup-Gesamtplatzierungen
Tim Hronek erreichte bisher 4 Podestplätze.
| Saison  | Gesamt | Gesamt | Skicross | Skicross |
| Saison  | Platz  | Punkte | Platz    | Punkte   |
| ------- | ------ | ------ | -------- | -------- |
| 2015/16 | 200.   | 2,33   | 42.      | 28       |
| 2016/17 | 79.    | 17,86  | 14.      | 250      |
| 2017/18 | 137.   | 9,20   | 29.      | 92       |
| 2018/19 | 180.   | 3,64   | 37.      | 40       |
| 2019/20 | 115.   | 10,91  | 23.      | 120      |
| 2020/21 |        |        | 24.      | 131      |
| 2021/22 |        |        | 36.      | 84       |
| 2022/23 |        |        | 12.      | 291      |